# Eleusine multiflora
Eleusine multiflora är en gräsart som beskrevs av Ferdinand von Hochstetter och Achille Richard. Eleusine multiflora ingår i släktet gåshirser, och familjen gräs. Inga underarter finns listade i Catalogue of Life.